# Cousinia mucida
Cousinia mucida là một loài thực vật có hoa trong họ Cúc. Loài này được Kult. ex Tscherneva mô tả khoa học đầu tiên năm 1962.